# گیو (قم)
گیو، روستایی از توابع بخش خلجستان شهرستان قم در استان قم ایران است.

## جمعیت
این روستا در دهستان دستجرد (قم) قرار دارد و دارای آب و هوای معتدل می‌باشد. و براساس سرشماری مرکز آمار ایران در سال ۱۳۸۵، جمعیت آن ۱۳ خوانوار (۴۳نفر) بوده‌است.